# Джеймс Дъглас
Джеймс Дъглас Джаксън (на английски: James Douglas Jackson) е шотландски журналист и писател, автор на произведения в жанровете исторически и съвременен трилър. Пише под имената Дъглас Джаксън и Джеймс Дъглас.

## Биография и творчество
Джеймс Дъглас Джаксън е роден през 1956 г. в Джедбърг, Шотландия. Напуска средното училище 16-годишен. През лятото работи по възстановяване на римски лагер по програма за младежка заетост. После започва работа в местния вестник. В продължение на над 30 години работи като журналист в местни и национални вестници, вкл. в „Daily Record“. Последно е асистент редактор в „The Scotsman“. Напуска през 2009 г., за да се посвети на писателската си кариера. Започва да пише романи през 2005 г.
Първият му роман „Калигула“ от поредицата „Руфос“ е издаден през 2008 г. Той представя историята на младия треньор на роби и животни, Руфъс, който става пазител на прочутия луд императорски слон Бершеба. С неговия приятел, известният гладиатор, Купидо, те се борят да останат живи в сложната мрежа от интриги и интереси в двора на Калигула на хълма Палатин. Историята им продължава в следващата книга, когато Руфъс придружава император Клавдий при нахлуването във Великобритания през 43 г.
През 2010 г. с романа „Римски герой“ започва нова поредица исторически романи за живота и делата на командира на ветеранските легиони в Колония римския трибун Гай Валериус Веренс. Той побеждава бунтовническата армия на царицата на друидите Будика и печели слава на герой.
През 2011 г., под псевдонима Джеймс Дъглас, е издаден първият му съвременен трилър от поредицата „Джейми Синклер“. Специалистът по намиране на изчезнали произведения на изкуството Джейми Синклер намира изгубения дневник на дядо си, в който открива скрита странна карта с нацистки символ. Откритието му води до задъхано преследване из Европа, потапяне в тъмното минало на нацистка Германия – обществото „Туле“, тайните експедиции на Хитлер в Тибет, и замъка „Вевелсбург“ на Химлер, в търсене на древен артефакт с огромна мощ, смятан за отдавна изгубен. Приключенията на Джейми Синклер продължават в следващите романи с търсенето на други артефакти от миналото.
Джеймс Джаксън живее със семейството си в Бридж Алън, Шотландия.

## Произведения

### Като Дъглас Джаксън

#### Самостоятелни романи
- War Games (2014)

#### Серия „Руфус“ (Rufus)
1. Caligula (2008)
2. Claudius (2009)

#### Серия „Гай Валериус Верен“ (Gaius Valerius Verrens)
1. Hero of Rome (2010)
2. Defender of Rome (2011)
3. Avenger of Rome (2012)
4. Sword of Rome (2013)
5. Enemy of Rome (2014)
6. Scourge of Rome (2015)
7. Saviour of Rome (2016)
8. Glory of Rome (2017)
9. Hammer of Rome (2018)

### Като Джеймс Дъглас

#### Серия „Джейми Синклер“ (Jamie Saintclaire)
1. The Doomsday Testament (2011)
Жестокият пръстен, изд.: ИК „Бард“, София (2013), прев. Анна Христова
2. The Isis Covenant (2012)
Заветът Изида, изд.: „СофтПрес“, София (2015), прев. Яна Гроздева
3. The Excalibur Codex (2013)
Кодексът Екскалибур, изд. „Арт Етърнал Дистрибушън“ (2017), прев. Анна Василева
4. The Samurai Inheritance (2014)